# Paraplectanoides
Paraplectanoides là một chi nhện trong họ Araneidae.